# Ōmori Fusakichi

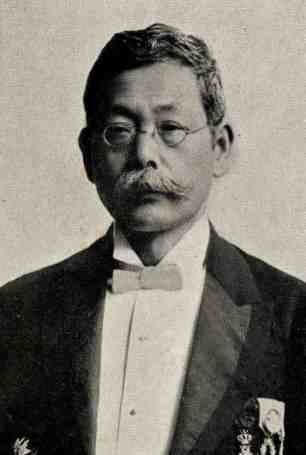
Fusakichi Omori

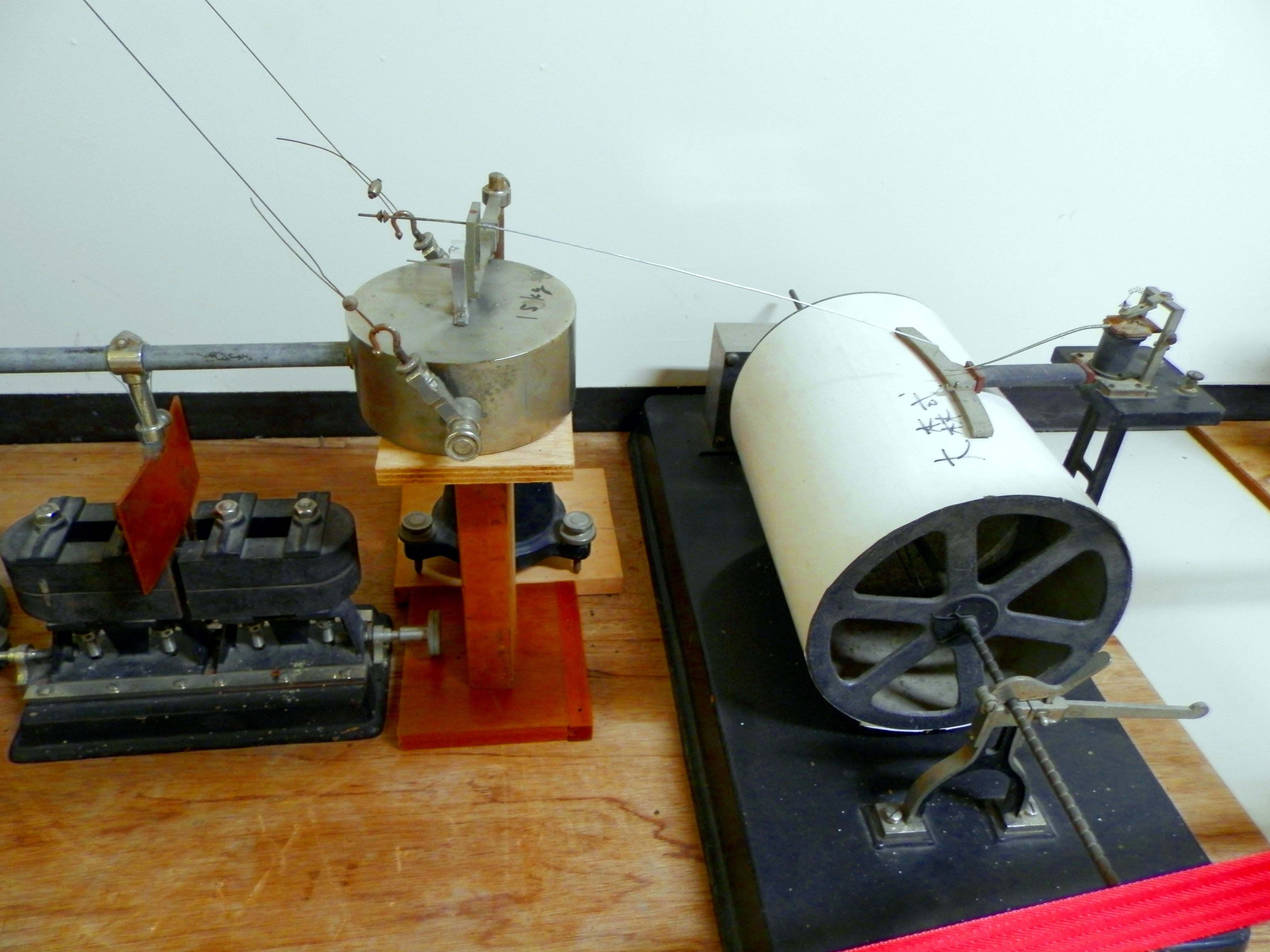
Omori-Seismograph

Ōmori Fusakichi (japanisch 大森 房吉; geboren 30. Oktober 1868 in Fukui (Provinz Echizen); gestorben 8. November 1923 in Tokio) war ein japanischer Seismologe, Entwickler der Ōmoriskala und Entdecker des Omori-Gesetzes.

## Leben und Wirken
Ōmori Fuskichi schloss 1890 sein am Institut für Physik der Kaiserlichen Universität Tokio ab. Es folgten ein  Studium der Seismologie und Meteorologie an der Graduiertenschule. 1892 wurde er Mitglied des gerade gegründeten „Earthquake Prevention Investigation Committee“ (震災予防調査会, Shinsai yobō chōsa-kai). Nach Studienaufenthalten in Deutschland und Italien wurde er 1896 als Nachfolger von Sekiy Seikei (関谷 清景; 1855–1896) Professor für Seismologie seiner Alma Mater und widmete sich für den Rest seines Lebens der seismologischen Forschung.
Während dieser Zeit hat Ōmori nicht nur Erdbeben im Inland, sondern auch Erdbeben in Übersee besucht und als Vertreter Japans oft an internationalen Konferenzen teilgenommen. Es gibt mehr als 200 Forschungsberichte und wissenschaftliche Arbeiten, einschließlich japanischer und westlicher Versionen. Eines seiner repräsentativen Werke aus dieser Zeit sind „Lectures on Seismology“ (1908). Zu seinen Errungenschaften in der Seismologie gehören: 1. Erfindung des Ōmori-Seismometers und des Mikrotremor-Messgeräts, 2. Entdeckung seismischer Zonen, 3. Beziehung zwischen anfänglichem Beben und Entfernung des Epizentrums (Ōmori-Formel), 4. Formel für die Nachbebenhäufigkeit, 5. Forschung zu Gezeitenpegel und Tsunami und 6. Gebäudeerschütterung Messung (Erdbebenwiderstandstest).
Imamura Akitsune (1870–1948), ein etwa jüngerer-Seismologe, spielte als Unterstützer Ōmoris eine wichtige Rolle. 1905 allerdings, als es um Vorhersage eines schweren Erdbebens in der Kantō-Region ging, sah Ōmori kein baldiges Problem, währen Imamura ein schweres Erdbeben in den nächsten 50 Jahren voraussagte und damit Recht behielt. Als Ōmori 1923 an der „Pan-Pacific Science Conference“ in Australien teilnahm, erfuhr er von dem Großen Kantō-Erdbeben. Er reiste umgehend zurück, erkrankte er auf dem Schiff und erholte sich auch nach Ankunft in Japan nicht mehr, sondern starb Ende 1923.
Die japanische Seismologie, die Wesentlichen von Ōmori begründet wurde, gewann wertvolles Material aus dem großen Kantō-Erdbeben von 1923 und entwickelte sich damit weiter.